# Шамаев, Виктор Иванович
Виктор Иванович Шамаев (4 апреля 1929, Юрьевский уезд, Иваново-Вознесенская губерния — 3 мая 2021) — советский и российский художник-акварелист, график, заслуженный деятель культуры России, член Союза художников СССР и России (с 1991), ветеран войны и труда.

## Биография
Виктор Иванович родился в многодетной семье рабочих 4 апреля 1929 года в д. Михейково (ныне — урочище в Кольчугинском районе Владимирской области).
Образование: 1936—1943 годы, средняя школа № 6 г. Кольчугино Владимирская область. 1946—1949 годы, Рижское архитектурно-художественное училище. 1950—1958 годы, Ленинградское высшее художественно-промышленное училище им. В. И. Мухиной.
Трудовая деятельность: 1945—1948 годы, Кольчугинский завод цветных металлов, ученик художника-оформителя. 1949—1950 годы, альфрейщик, ж/д вокзал г. Рига. 1958—1965 годы, художник, Худ.мастерские ХФ РФ. 1965—1974 годы, художник, бюро технической эстетики ВТЗ. 1975—1989 годы, художник, Владимирское отделение художественно-производственные мастерские при Художественном Фонде СХ СССР. 2003 год, выдано удостоверение «Ветеран Великой Отечественной войны».
Умер в ночь на 3 мая 2021 года.

## Творчество
Много работал по реставрации росписей, мозаик, фресок. Кроме того, выполнял монументальную живопись на современных зданиях и сооружениях. Основная творческая деятельность связана с акварельной живописью. После поездок по России появились серии работ «Урал», «Север», «Заполярье», «Наедине с Россией».
Участие в выставках и вернисажах: 1984 — VII Всесоюзная выставка акварели, г. Москва. 1986 — 1-я Всеросийская выставка станковой графики, г. Москва. 1987 — VIII Всесоюзная выставка акварели, г. Москва. 1990 — VII Региональная художественная выставка, г. Москва, г. Ленинград. 1990 — «45 лет Победы», всесоюзная художественная выставка, г. Москва. 1990 — Передвижная Российская выставка «Памятники Отечества», г. Москва.
Выставлялся на всесоюзных, всероссийских и зарубежных выставках (на выставке в Германии Виктора Ивановича Шамаева назвали «гроссмейстером акварели»).
1991 — Принят в ВТОО «Союз художников России».
2016 — Создание творческого объединения «Арт-Коин Студио», целью которого является популяризация изобразительного искусства, и создание высокохудожественных произведений.
После ухода из жизни Виктора Ивановича Шамаева, «Арт-Коин Студио» возглавил его сын, Герман Викторович Шамаев продолжая дело отца.

### Персональные выставки
- 1997—2000 (Италия, Германия).
- 1999 (Совет Федерации РФ).
- 2001 Галерея XXI век (при этнографическом музее г. Санкт-Петербурга РФ)
- 2002 Музей современного искусства на Дмитровке (г. Ростов на Дону РФ)
- 2003 Левитан-холл (г. Плес Ивановской обл. РФ)
- 2009 Юбилейная выставка «Наедине с Россией», к 80-летию автора в доме офицеров на Соборной площади (г. Владимир РФ).
- 2019 Центральная городская галерея (г. Кольчугино РФ).
- 2019 Юбилейная выставка в Доме работников искусств на Театральной площади (г. Владимир РФ).
- 2019 Юбилейная выставка, к 90-летию автора, в Центре пропаганды ИЗО (г. Владимир РФ).
- 2020 Выставка в здании Администрации Владимирской области.
- Выставки постоянного экспонирования, в городах Владимир, Кольчугино, Радужный (Владимирская обл. РФ).

### Общественные работы
С 1990 — Проведение многочисленных мастерклассов в учебных заведениях, в городах — Владимир, Кольчугино, Радужный (Владимирская обл. РФ).
С 2016 — Организация и ведение единственного в России некоммерческого художественно-образовательного проекта «Искусство идет к детям», благодаря которому в стенах общеобразовательных школ проходят персональные выставки художников.
2019 — В рамках волонтерского движения «Мы вместе» В. И. Шамаев выступил с инициативой, записав видео-обращение о поддержке медицинских работников, благодаря чему, при поддержке Владимирских отделений Народного фронта и Союза художников РФ развернулась акция Художники медикам. В качестве пожертвований было собрано более 50 живописных и графических авторских произведений, которые переданы 30 медицинским учреждениям Владимира и области.

### Награды
1967 — Почетная грамота обкома КПСС, облисполкома, обкома профсоюзов, и обкома ВЛКСМ.
2000 — Присвоено звание «Заслуженный работник культуры РФ».
2001 — Присвоено звание «Ветеран труда».
2014 — Серебряная медаль «Духовность. Традиции. Мастерство» ВТОО «СХ России».
2018 — Почетная грамота Законодательного собрания Владимирской области.
2019 — Медаль «Знак великого князя Андрея Боголюбского».
2020 — Памятная медаль Президента РФ Путина В. В. за организацию акции «Художники-медикам» в рамках Общероссийского движения «Мы вместе».